# Liste der Lieder von Demet Akalın

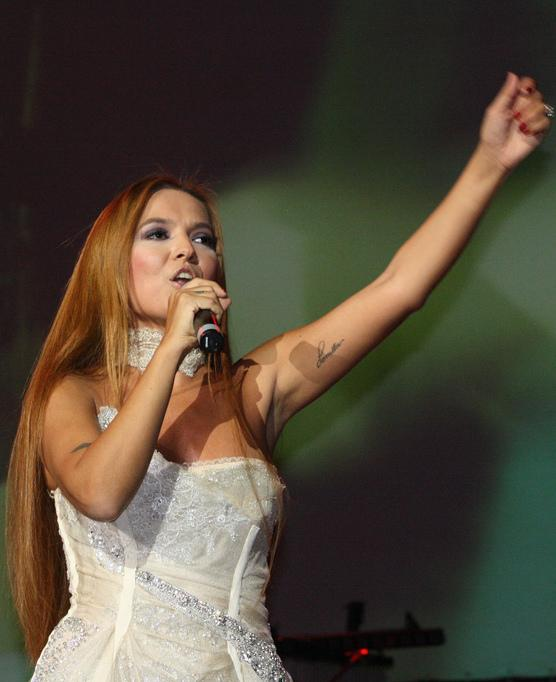
Demet Akalın (2011)

Dies ist eine Übersicht sämtlicher Lieder der türkischen Pop-Sängerin Demet Akalın.

## #
| Titel             | Autoren                     | Album    | Jahr |
| ----------------- | --------------------------- | -------- | ---- |
| 2’den Sonra       | Cansu Kurtçu                | Ateş     | 2019 |
| 50 Cevapsız Arama | Berksan, Turaç, Berkay Özer | Rakipsiz | 2016 |

## A
| Titel                       | Autoren                                | Album                               | Jahr |
| --------------------------- | -------------------------------------- | ----------------------------------- | ---- |
| Adam Gibi                   | Ersay Üner                             | Banane                              | 2004 |
| Afedersin                   | Ersay Üner                             | Kusursuz 19                         | 2006 |
| Ağlar O Deli                | Ayla Çelik, Hakkı Yalçın, Serdar Aslan | Ateş                                | 2019 |
| Ağliyorum                   | Cansu Kurtçu                           | Giderli 16                          | 2012 |
| Ah Sevgilim                 | Deniz Erten, Reşit Gözdamla            | Giderli 16                          | 2012 |
| Ah Ulan Sevda               | Ayla Çelik, Gökhan Özen                | Rakipsiz                            | 2016 |
| Alâ                         | Cansu Kurtçu, Alper Atakan, Fettah Can | Non Album Track                     | 2020 |
| Alâ                         | Cansu Kurtçu                           | Ateş                                | 2019 |
| Alçak                       | Ersay Üner                             | Kusursuz 19                         | 2006 |
| Aldatıldım                  | Ersay Üner                             | Dans Et                             | 2008 |
| Allah’ın Emri               | Ersay Üner                             | Zirve                               | 2010 |
| Allahından Bul              | Ersay Üner                             | Unuttum                             | 2003 |
| Allahından Bul (2. Version) | Ersay Üner                             | Unuttum                             | 2003 |
| Altın Kafes                 | Özlem Argo, Reşit Gözdamla             | Rakipsiz                            | 2016 |
| Aklım Hep Sende             | Kurtuluş                               | Unuttum                             | 2003 |
| Anlatamadın Mi?             | Ersay Üner                             | Kusursuz 19                         | 2006 |
| Ara Verelim                 | Ersay Üner                             | Rekor                               | 2014 |
| Aşkın Açamadığı Kapı        | Sude Bilge Demir                       | Banane                              | 2004 |
| Aşk Laftan Anlamaz Ki       | Yıldız Tilbe                           | Yıldız Tilbe’nin Yıldızlı Şarkıları | 2018 |
| Aşk Totemi                  | Erem Yıldız                            | Rekor                               | 2014 |
| Aşk Yuvamız                 | Murat Güneş                            | Giderli 16                          | 2012 |
| Aşk                         | Ceyhun Çelikten                        | Aşk                                 | 2011 |
| Aşk (Erdem Kınay Version)   | Ceyhun Çelikten                        | Aşk                                 | 2011 |
| Asla Affedilmiz             | Tarık Sezer, Tolga Turan               | Sebebim                             | 1996 |
| Ateş                        | Ayla Çelik, Hakkı Yalçın, Serdar Aslan | Ateş                                | 2019 |
| Avut Beni                   | Ayhan Çakar, Tarık Sezer               | Sebebim                             | 1996 |

## B
| Titel                     | Autoren                    | Album           | Jahr |
| ------------------------- | -------------------------- | --------------- | ---- |
| Bana Döneceksin           | Yıldız Tilbe               | Banane          | 2004 |
| Banane                    | Burak Öksütoğlu            | Banane          | 2004 |
| Bebek                     | Ersay Üner                 | Dans Et         | 2008 |
| Bekleyemedin Mi           | Sezen Aksu                 | Pırlanta        | 2015 |
| Bende Özledim             | Ferdi Tayfur               | Aşk             | 2011 |
| Beş Yıl                   | Berkay                     | Pırlanta        | 2015 |
| Bi Daha Bi Daha           | Sinan Akçıl                | Non Album Track | 2021 |
| Bi Daha Bi Daha (Akustik) | Sinan Akçıl                | Non Album Track | 2021 |
| Bilmek İstiyorum          | Ersay Üner                 | Banane          | 2004 |
| Bir Anda Sevmiştim        | Ersay Üner                 | Banane          | 2004 |
| Bir Demet                 | Ebru Polat, Emirkan Yıldız | Ateş            | 2019 |
| Bir Oğlumuz Var           | Murat Güneş                | Giderli 16      | 2012 |
| Bittim                    | Serdar Ortaç               | Banane          | 2004 |
| Bizi Buluyor              | Sıla Gençoğlu, Efe Bahadır | Ateş            | 2019 |
| Boşuna                    | Emrah Karaduman            | Zirve           | 2010 |
| Bozuyorum Yeminimi        | Yıldız Tilbe               | Zirve           | 2010 |
| Bu Benim Partim           | Ersay Üner                 | Zirve           | 2010 |
| Bu Defa Son               | Buray, Gözde Ançel         | Rakipsiz        | 2016 |
| Bulamadım                 | Cengiz İmren               | Dans Et         | 2008 |

## C
| Titel            | Autoren                               | Album           | Jahr |
| ---------------- | ------------------------------------- | --------------- | ---- |
| Çalkala          | Aslızen, Burak Yeter, Elif Nun İçelli | Pırlanta        | 2015 |
| Canıma da Değsin | Kemal Şimşekyay                       | Non Album Track | 2018 |
| Çanta            | Tan Taşçı                             | Zirve           | 2010 |
| Çekilmiyor       | Ersay Üner                            | Dans Et         | 2008 |
| Cinayet          | Gökhan Özen                           | Rakipsiz        | 2016 |

## D
| Titel                               | Autoren                    | Album    | Jahr |
| ----------------------------------- | -------------------------- | -------- | ---- |
| Damga Damga                         | Murat Güneş, Volga Tamöz   | Rakipsiz | 2016 |
| Dans Et                             | Ersay Üner                 | Dans Et  | 2008 |
| Dans Et (Remix)                     | Ersay Üner                 | Dans Et  | 2008 |
| Dayan Yüreğim                       | Yıldız Tilbe               | Zirve    | 2010 |
| Değmemiş                            | Ersay Üner                 | Unuttum  | 2003 |
| Deliyim                             | Evrim Dökme                | Aşk      | 2011 |
| Ders Olsun                          | Sinan Akçıl                | Pırlanta | 2015 |
| Ders Olsun (DJ Ufuk Akyıldız Remix) | Sinan Akçıl                | Pırlanta | 2015 |
| Doğruyu Söyle                       | Ersay Üner                 | Unuttum  | 2003 |
| Dost Kalamam                        | Hakkı Yalçın, Metin Özülkü | Sebebim  | 1996 |
| Dur                                 | Ersay Üner                 | Zirve    | 2010 |

## E
| Titel                | Autoren                                              | Album       | Jahr |
| -------------------- | ---------------------------------------------------- | ----------- | ---- |
| Efeler               | Ayla Çelik                                           | Rakipsiz    | 2016 |
| Emanet               | Erdem Kınay, Gökhan Şahin                            | Proje       | 2012 |
| Esiyor               | Ayla Çelik, Gökhan Tepe, Şebnem Sungur, Serdar Aslan | Ateş        | 2019 |
| Esmer Yarim          | Emirkan                                              | Kusursuz 19 | 2006 |
| Evli, Mutlu, Çocuklu | Gökhan Şahin, Ceyhun Çelikten                        | Zirve       | 2010 |

## F
| Titel           | Autoren                          | Album                       | Jahr |
| --------------- | -------------------------------- | --------------------------- | ---- |
| Farkında mısın? |                                  | Orhan Gencebay ile Bir Ömür | 2012 |
| Felaket         | Ceyhun Çelikten, Hakan Tunçbilek | Giderli 16                  | 2012 |

## G
| Titel               | Autoren                       | Album      | Jahr |
| ------------------- | ----------------------------- | ---------- | ---- |
| Gazete              | Ersay Üner                    | Unuttum    | 2003 |
| Gazino              | Murat Yeter, Sirel            | Rakipsiz   | 2016 |
| Geberesice          | Derya Bedavacı                | Areş       | 2019 |
| Geç Kalmadın Mi?    | Ersay Üner                    | Dans Et    | 2008 |
| Gidenleri Kalanları | Ayla Çelik                    | Pırlanta   | 2015 |
| Giderli Şarkılar    | Emrah Karaduman, Gökhan Şahin | Giderli 16 | 2012 |
| Gölge Etme          | Sezen Aksu, Hurşid Yeni       | Dans Et    | 2008 |
| Gölge               | Elif Nun İçelli               | Pırlanta   | 2015 |
| Günaydın Abla       | Özhan Jan                     | Pırlanta   | 2015 |
| Gurur Duyarım       | Cansu Kurtçu                  | Rekor      | 2014 |
| Gururum             | Emirkan                       | Dans Et    | 2008 |

## H
| Titel                                       | Autoren            | Album                                           | Jahr |
| ------------------------------------------- | ------------------ | ----------------------------------------------- | ---- |
| Hatıram Olsun                               | Ahmet Selçuk İlkan | Ahmet Selçuk İlkan Unutulmayan Şarkılar, Vol. 4 | 2018 |
| Hayalet                                     | Gülşen             | Rakipsiz                                        | 2016 |
| Helal Olsun                                 | Ersay Üner         | Kusursuz 19                                     | 2006 |
| Herkes Hak Ettiği Gibi Yaşıyor              | Ersay Üner         | Kusursuz 19                                     | 2006 |
| Herkes Hak Ettiği Gibi Yaşıyor (2. Version) | Ersay Üner         | Kusursuz 19                                     | 2006 |
| Hürmetler                                   | Murat Güneş        | Rakipsiz                                        | 2016 |

## I
| Titel                         | Autoren                       | Album            | Jahr |
| ----------------------------- | ----------------------------- | ---------------- | ---- |
| İhanet                        | Aslızen                       | Kusursuz 19      | 2006 |
| İki Kelime                    | Ersay Üner                    | Dans Et          | 2008 |
| İlahi Adalet                  | Gökhan Özen                   | Rekor            | 2014 |
| İntikam                       | Emrah Karaduman, Gökhan Şahin | Toz Duman        | 2015 |
| İşte Gidiyorum Çeşm-i-Siyahım | Ahmet Aslan                   | Mahzuni’ye Saygı | 2017 |
| İye Dinle                     | Demet Akalın, Ersay Üner      | Kusursuz 19      | 2006 |

## K
| Titel              | Autoren                                 | Album           | Jahr |
| ------------------ | --------------------------------------- | --------------- | ---- |
| Kader              | Ayla Çelik, Şebnem Sungur, Serdar Aslan | Ateş            | 2019 |
| Kader              | Aslızen                                 | Kusursuz 19     | 2006 |
| Kahır              | Sıla Gençoğlu, Samsun Demir             | Non Album Track | 2020 |
| Kalbindeki İmza    | Ceyhun Çelikten                         | Giderli 16      | 2012 |
| Kanayaklı          | Özlem Ekşioğlu, Tarık Sezer             | Sebebim         | 1996 |
| Kaybedenler Kulübü | Gökhan Özen                             | Rakipsiz        | 2016 |
| Kibrit             | Lerzan Mutlu, Miraç Kutlu               | Rekor           | 2014 |
| Kına Yak           | Arzu Aslan                              | Dans Et         | 2008 |
| Koltuk             | Cansu Kurtçu, Fettah Can                | Rekor           | 2014 |
| Kör Olası          | Özlem Ekşioğlu, Tarık Sezer             | Sebebim         | 1996 |
| Kötü Kalp          | Ersay Üner                              | Rekor           | 2014 |
| Kulüp              | Ayşen, Kemal Şimşekyay                  | 130 Bpm Forte   | 2018 |

## L
| Titel | Autoren     | Album      | Jahr |
| ----- | ----------- | ---------- | ---- |
| Lades | Altan Çetin | Giderli 16 | 2012 |

## M
| Titel                  | Autoren            | Album                  | Jahr |
| ---------------------- | ------------------ | ---------------------- | ---- |
| Mantik Evliliği        | Soner Sarıkabadayı | Kusursuz 19            | 2006 |
| Marlin                 | Ayla Çelik         | Ateş                   | 2019 |
| Matmazel               | Aslızen            | Pırlanta               | 2015 |
| Melekler İmza Topluyor | Alişan             | Melekler İmza Topluyor | 2011 |
| Minik                  | Murat Güneş        | Ateş                   | 2019 |
| Mucize                 | Ersay Üner         | Dans Et                | 2008 |
| Mucize (Remix)         | Ersay Üner         | Dans Et                | 2008 |

## N
| Titel           | Autoren                  | Album           | Jahr |
| --------------- | ------------------------ | --------------- | ---- |
| N’apıyorsan Yap | Tan Taşçı                | Ateş            | 2019 |
| Nasip Değilmiş  | Günay Çoban, Niran Ünsal | Giderli 16      | 2012 |
| Nazar           | Gökhan Özen              | Rakipsiz        | 2016 |
| Ne Büyük Aşk    | Sinan Akçıl              | Giderli 16      | 2012 |
| Nefsi Müdafaa   | Gökhan Özen              | Rekor           | 2014 |
| Ninni           | Sibel Alaş               | Banane          | 2004 |
| Nostalji        | Samsun Demir, Onurr      | Non Album Track | 2020 |

## O
| Titel         | Autoren                                 | Album       | Jahr |
| ------------- | --------------------------------------- | ----------- | ---- |
| Ödeştik       | Cansu Kurtçu                            | Rekor       | 2014 |
| Ödül          | Ayla Çelik, Şebnem Sungur, Serdar Aslan | Ateş        | 2019 |
| Of            | Ersay Üner                              | Kusursuz 19 | 2006 |
| Of (Remix)    | Ersay Üner                              | Kusursuz 19 | 2006 |
| Oh Olsun      | Ömer Topçu                              | Oh Olsun    | 2018 |
| Olacak Olacak | Gökhan Şahin, Erdem Kınay               | Zirve       | 2010 |
| Oldu Mu?      | Ersay Üner                              | Kusursuz 19 | 2006 |
| Özüme Döndüm  | Gökhan Özen                             | Pırlanta    | 2015 |
| Özür Dilerim  | Metin Özülkü                            | Sebebim     | 1996 |

## P
| Titel      | Autoren                   | Album    | Jahr |
| ---------- | ------------------------- | -------- | ---- |
| Pasta      | Ersay Üner                | Zirve    | 2010 |
| Pembe Dizi | Ersay Üner                | Banane   | 2004 |
| Pırlanta   | Gökhan Şahin, İrfan Özata | Pırlanta | 2015 |

## R
| Titel    | Autoren                       | Album    | Jahr |
| -------- | ----------------------------- | -------- | ---- |
| Rakipsiz | Murat Güneş, Volga Tamöz      | Rakipsiz | 2016 |
| Rekor    | Gökhan Şahin, Emrah Karaduman | Rekor    | 2014 |
| Rota     | Erdem Kınay, Deniz Erten      | Proje    | 2012 |

## S
| T                                | A                                      | A                             | J    |
| -------------------------------- | -------------------------------------- | ----------------------------- | ---- |
| Sabıka                           | Ceyhun Çelikten                        | Aşk                           | 2011 |
| Sakın Vazgeçme                   | Murat Yerinli, Tarık Sezer             | Sebebim                       | 1996 |
| Sana Değer                       | Bülent Özdemir, Yıldız Tilbe           | Kusursuz 19                   | 2006 |
| Sana Veda                        | Ersay Üner                             | Unuttum                       | 2003 |
| Sebebim                          | Seda Akay, Tarık Sezer                 | Sebebim                       | 1996 |
| Selam Söyle                      | Enrico Macias, Ülkü Aker               | Dans Et                       | 2008 |
| Senin Anan Güzel Mi?             | Faruk Kurukaya                         | Yalan Sevdan                  | 2000 |
| Senin Anan Güzel Mi? (Club Mix)  | Faruk Kurukaya                         | Yalan Sevdan                  | 2000 |
| Senin Anan Güzel Mi? (Radio Mix) | Faruk Kurukaya                         | Yalan Sevdan                  | 2000 |
| Seni Seviyorum                   | Selami Şahin                           | Unuttum                       | 2003 |
| Sen Mutlu Ol                     | Ersay Üner                             | Unuttum                       | 2003 |
| Sepet                            | Ersay Üner                             | Giderli 16                    | 2012 |
| Şerefime Namusuma                | Soner Sarıkabadayı                     | Pırlanta                      | 2015 |
| Ses Kes                          | Emrah Karaduman                        | BombarDuman                   | 2018 |
| Seven Kızı Romanı                | Emirkan, Hakkı Yalçın                  | Kusursuz 19                   | 2006 |
| Seven Sever                      | Cansu Kurtçu                           | Pırlanta                      | 2015 |
| Sevgililer Günü                  | Demet Akalın, Emirkan                  | Soundtrack des Films Superbad | 2009 |
| Solundan Mı Kalktın?             | Aslızen                                | Kusursuz 19                   | 2008 |
| Son Sözüm Aşk                    | Demet Akalın, Emirkan                  | Giderli 16                    | 2012 |
| Sözüm Ona Sevdin                 | Ersay Üner                             | Rekor                         | 2014 |
| Söz                              | Ayla Çelik, Hakkı Yalçın, Serdar Aslan | Ateş                          | 2019 |

## T
| Titel          | Autoren                  | Album           | Jahr |
| -------------- | ------------------------ | --------------- | ---- |
| Tabu           | Berkay, Berk Telkıvıran  | Rakipsiz        | 2016 |
| Taçsız Kral    | Burak Öksüzoğlu          | Banane          | 2004 |
| Taksi          | Tan Taşçı                | Taş Yürek       | 2010 |
| Tamamdır       | Arzu Aslan               | Banane          | 2004 |
| Tam 7 Yıl Oldu | Emirkan                  | Zirve           | 2010 |
| Tanrıya Kaldı  | Soner Arıca              | Unuttum         | 2003 |
| Tatil          | Ersay Üner               | Non Album Track | 2007 |
| Tecrübe        | Ersay Üner               | Zirve           | 2010 |
| Toz Pembe      | Erhan Bayrak, Ersay Üner | Non Album Track | 2009 |
| Türkan         | Ayla Çelik, Gökhan Tepe  | Giderli 16      | 2012 |

## U
| Titel                               | Autoren        | Album   | Jahr |
| ----------------------------------- | -------------- | ------- | ---- |
| Ummadığım Anda                      | Yıldız Tilbe   | Rekor   | 2014 |
| Umutsuz Vaka                        | Ersay Üner     | Zirve   | 2010 |
| Umutsuz Vaka (Erhan Bayrak Version) | Ersay Üner     | Zirve   | 2010 |
| Umutsuz Vaka (feat. Fatman Scoop)   | Ersay Üner     | Zirve   | 2010 |
| Unuttum                             | Nalan Tokyürek | Unuttum | 2003 |

## V
| Titel                         | Autoren                                 | Album     | Jahr |
| ----------------------------- | --------------------------------------- | --------- | ---- |
| Vay Vay Vay                   | Hakkı Yalçın, Ceyhun Çelikten           | Rekor     | 2014 |
| Vazgeçilmezim                 | Sinan Akçıl                             | Ayıp Yani | 2015 |
| Vereceksen Ver                | Şebnem Sungur, Ayla Çelik, Gökhan Tepe  | Rakipsiz  | 2016 |
| Vuracak                       | Yıldız Tilbe                            | Banane    | 2004 |
| Vuracak (New Version)         | Yıldız Tilbe                            | Banane    | 2004 |
| Vur Getsin Beni               | Tahir Peker, Burhan Bayar               | Rekor     | 2014 |
| Vur Getsin Beni (İdo Version) | Tahir Peker, Burhan Bayar, İdo Tatlıses | Rekor     | 2014 |

## Y
| Titel                                   | Autoren                  | Album                 | Jahr |
| --------------------------------------- | ------------------------ | --------------------- | ---- |
| Yalan Sevdan                            | Ümit Sayın               | Yalan Sevdan          | 2000 |
| Yalan Sevdan (Club Mix)                 | Ümit Sayın               | Yalan Sevdan          | 2000 |
| Yalan Sevdan (Radio Mix)                | Ümit Sayın               | Yalan Sevdan          | 2000 |
| Yalnızım                                | Mehmet Takir Peker       | Banane                | 2004 |
| Yalnız Ordusu                           | Erdem Kınay              | Proje 2               | 2013 |
| Yanan Ateşi Söndürdük                   | Cansu Kurtçu, Fettah Can | Aşk                   | 2011 |
| Yanan Ateşi Söndürdük feat. Fettah Can  | Cansu Kurtçu, Fettah Can | Yanan Ateşi Söndürdük | 2011 |
| Yanan Ateşi Söndürdük (Akustik Version) | Cansu Kurtçu, Fettah Can | Yanan Ateşi Söndürdük | 2011 |
| Yanan Ateşi Söndürdük (Ballad Version)  | Cansu Kurtçu, Fettah Can | Yanan Ateşi Söndürdük | 2011 |
| Yanan Ateşi Söndürdük (Club Version)    | Cansu Kurtçu, Fettah Can | Yanan Ateşi Söndürdük | 2011 |
| Yana Yana                               | Ersay Üner               | Unuttum               | 2003 |
| Yanılmışım                              | Ersay Üner               | Kusursuz 19           | 2006 |
| Yanılmışım (Dance Version)              | Ersay Üner               | Kusursuz 19           | 2006 |
| Ya Sana Bir Şey Olursa                  | Ayla Çelik               | Pırlanta              | 2015 |
| Yekten                                  | Öze Bade Derinöz         | Ateş                  | 2019 |
| Yeminim Var                             | Gökhan Özen              | Rekor                 | 2014 |
| Yeşil                                   | Murat Güneş              | Giderli 16            | 2012 |
| Yıkıl Karşımdan                         | Gökhan Özen              | Giderli 16            | 2012 |
| Yıkıl Karşımdan (Erhan Bayrak Version)  | Gökhan Özen              | Giderli 16            | 2012 |
| Yılan                                   | Ersay Üner               | Giderli 16            | 2012 |

## Z
| Titel                           | Autoren                       | Album   | Jahr |
| ------------------------------- | ----------------------------- | ------- | ---- |
| Zirve                           | Gökhan Şahin, Ceyhun Çelikten | Zirve   | 2010 |
| Zirve (Mert Ali İçelli Version) | Gökhan Şahin, Ceyhun Çelikten | Zirve   | 2010 |
| Zor Sevda                       | Seda Akay, Selim Çaldıran     | Sebebim | 1996 |